# Donald W. Reynolds
Pour les articles homonymes, voir Reynolds.
Donald Worthington Reynolds (23 septembre 1906 - 2 avril 1993) était un homme d'affaires et philanthrope américain. Durant sa vie, il était connu pour son implication dans le groupe de médias Donrey.

## Biographie
Reynolds était le fils de Gaines W. Reynolds, vendeur d'épicerie en gros, et de sa femme, Anna Louise. Il a grandi à Oklahoma City, en Oklahoma, et a obtenu son premier emploi dans la presse en vendant des journaux à la station de chemin de fer locale.
Au lycée, Reynolds désirait rejoindre l'Université Missouri School of Journalism au Missouri, il a travaillé pendant ses études secondaires et ses étés dans une usine de conditionnement de viande pour payer ses études. Il a été initié par Pi Kappa Alpha à l'université du Missouri, où il a été diplômé en 1927.
La première entreprise de Donald W. Reynolds était une entreprise de gravure photo. Il a ensuite acheté le Quincy Evening News dans le Massachusetts, l'a revendu pour acheter  l’Okmulgee Daily Times dans l'Oklahoma et le Southwest Times Record dans l'Arkansas. Ces deux journaux lui ont permis de lancer le groupe de médias Donrey. En opérant principalement dans les petites villes, le groupe s'est agrandi et a fini par regrouper plus de 100 entreprises, des journaux, stations de radio, chaînes de télévision et sociétés d'affichage. Son succès est venu du Las Vegas Review-Journal, le plus grand journal du Nevada.
Donald Reynolds a interrompu sa carrière de journaliste pendant la Seconde Guerre mondiale ; il a d'abord servi dans le renseignement militaire et plus tard comme officier chargé des éditions du journal YANK des soldats du Pacifique et de Londres. Il a atteint le grade de Major et reçu la Legion of Merit, le Purple Heart et la Bronze Star, avant de retourner à la vie civile en 1945.
Donald Worthington Reynolds s'est concentré sur les petites entreprises axées sur la croissance des communautés. Ces communautés ont souvent été les premiers bénéficiaires de subventions de sa Fondation.
Reynolds a reçu en 1981 la Médaille d'honneur du Missouri pour services distingués dans le journalisme.
Il est mort à 86 ans, le 2 avril 1993, sur un yacht en mer Méditerranée. 
Il a laissé la majeure partie de sa succession à la Fondation Donald W Reynolds.

## Fondation Donald W. Reynolds
La Fondation Donald W. Reynolds est un organisme philanthropique fondé en 1954 et basé à Las Vegas dans le Nevada. Elle est l'une des plus importantes fondations privées aux États-Unis, où elle soutient des programmes de financement dans les domaines de :
- La santé, notamment la recherche clinique des maladies cardiovasculaires, la formation des médecins dans le domaine de la gériatrie;
- Le journalisme au sein de plusieurs universités aux États-Unis - L'institut et centre de recherche Reynolds au Missouri School of Journalism.
- Médias : radio, télévision, presse...

Conformément à ses statuts, la Fondation Donald W. Reynolds n'a pas pour vocation de continuer à perpétuité. Le bâtiment du siège de la fondation a été mis en vente en mai 2014. Son conseil d'administration a déterminé que la fondation va cesser d'accorder des subventions en 2022.

### L'Institut de journalisme Reynolds

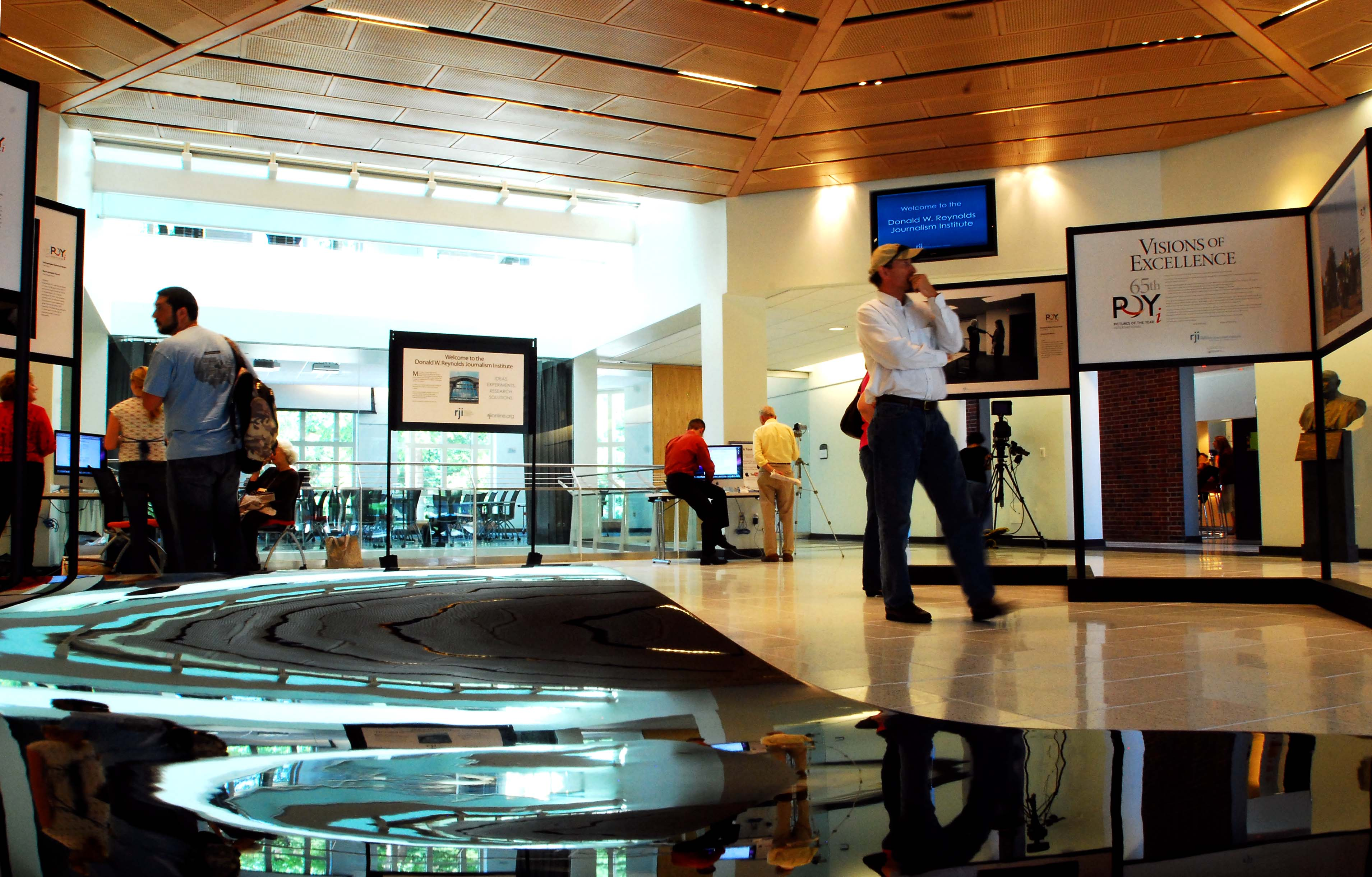
RJI à la Missouri School of Journalism.

L'Institut de journalisme Reynolds (RJI) est un centre de recherche et de tests de nouveaux modèles de journalisme. 
RJI a été lancé en 2004 avec une subvention initiale de 31 millions de dollars de la Fondation Donald W. Reynolds. En conjonction avec la célébration du centenaire de l'école, il a établi son siège social mondial le 12 septembre 2008. Cette installation de 4 600 m2 met à disposition des ressources pour tester les technologies de l'information et de la communication(TIC), expérimenter une production de convergence des actualités, et mène en temps réel des séminaires et conférence en ligne.
Les travaux de RJI couvrent diverses spécialités dans le journalisme, y compris la convergence des médias, les méthodes de contenu éditorial, l'évolution de la publicité, l'innovation dans la gestion et l'impact des nouvelles technologies. Il comprend également des domaines variés sur le campus comme le droit, l'informatique, le marketing, l'éducation et d'autres disciplines.
Dans le laboratoire, des équipes interdisciplinaires de journalisme, d'affaires et de l'informatique travaillent avec les élèves sur les perspectives d'avenir du journalisme.

### Santé

#### Gériatrie
Afin d’améliorer les programmes de recherche et de formation des médecins, la Fondation Donald W. Reynolds a accordé, en 2008, 20 millions de dollars pour la gériatrie qui ont été répartis sur décision du conseil d'administration auprès des universités :
- Medical University of South Carolina, Charleston, SC - 2 000 000 $ - L'université médicale de Caroline du Sud établira un programme sur la qualité appelé « vieillissement Q 3. »

- Université d'Alabama à Birmingham, AL - 2 000 000 $ - afin de renforcer son programme d'éducation des soins, la formation pédagogique en gériatrie de plus de 875 étudiants en médecine.

- Université de Californie à Irvine , Irvine, CA - 1 999 994 $ - afin de bâtir une fondation dans laquelle les ministères se sont engagés au développement et la mise en œuvre de l'enseignement de la gériatrie dans leur premier cycle et des études supérieures de leur formation.

- Université du Massachusetts, Worcester, MA - $ 1,983,066 - la création d'un centre de ressources, le "Centre d'éducation et de ressources Gériatrie"

- Université de médecine et d'odontologie du New Jersey de la New Jersey School of Osteopathic Medicine, Stratford, NJ - 1 998 421 $ - afin d'améliorer la formation des étudiants en gériatrie dans la médecine d'urgence, la psychiatrie et les premiers soins. Il sera fait appel à plusieurs innovations pédagogiques pour l'école de médecine : e-learning et Structure Objectif Examens Cliniques (ECOS).

- University of North Texas Health Science Center at Fort Worth, TX - 1 998 504 $ - afin d'établir un programme de développement de la faculté de gériatrie pour les médecins généralistes, urgentistes, chirurgiens et ostéopathes en milieux ruraux.

- Université de Pennsylvania, Philadelphia, PA - 1 939 517 $ - afin de renforcer le programme des étudiants et résidents en médecine générale, interne, réadaptation, chirurgie orthopédique, l'urologie et la psychiatrie[7].

- Université du Texas Houston, Houston, TX - 2 000 000 $ - L'université de Texas Medical School à Houston (UTH) est l'un des plus grands centres médicaux dans le monde, une nouvelle division de gériatrie et de médecine palliative a été créée en 2007. La donation vise à créer un programme d'excellence pour environ 12 000 étudiants et professeurs et médecins, développer de nouvelles méthodes d'apprentissage basées sur des innovations médicales et nouvelles technologies en imagerie numérique 3D.

- École médicale du Sud-Ouest de l'université du Texas, Dallas, TX - 1 994 480 $ - L'université du Texas Southwestern Medical School et ses hôpitaux affiliés mettront en œuvre un programme novateur d’éducation en gériatrie axé sur les soins et la sécurité des patients, dénommé programme SAGE.

- Université de Wake Forest, Winston-Salem, NC - 1 994 741 $  - L'Université Wake Forest, spécialisée en gériatrie depuis 20 ans, renforcera les programmes d'enseignement et formations en gériatrie, consultations en télémédecine, ainsi qu'une certification des compétences  pour les médecins et spécialistes.

## Œuvres

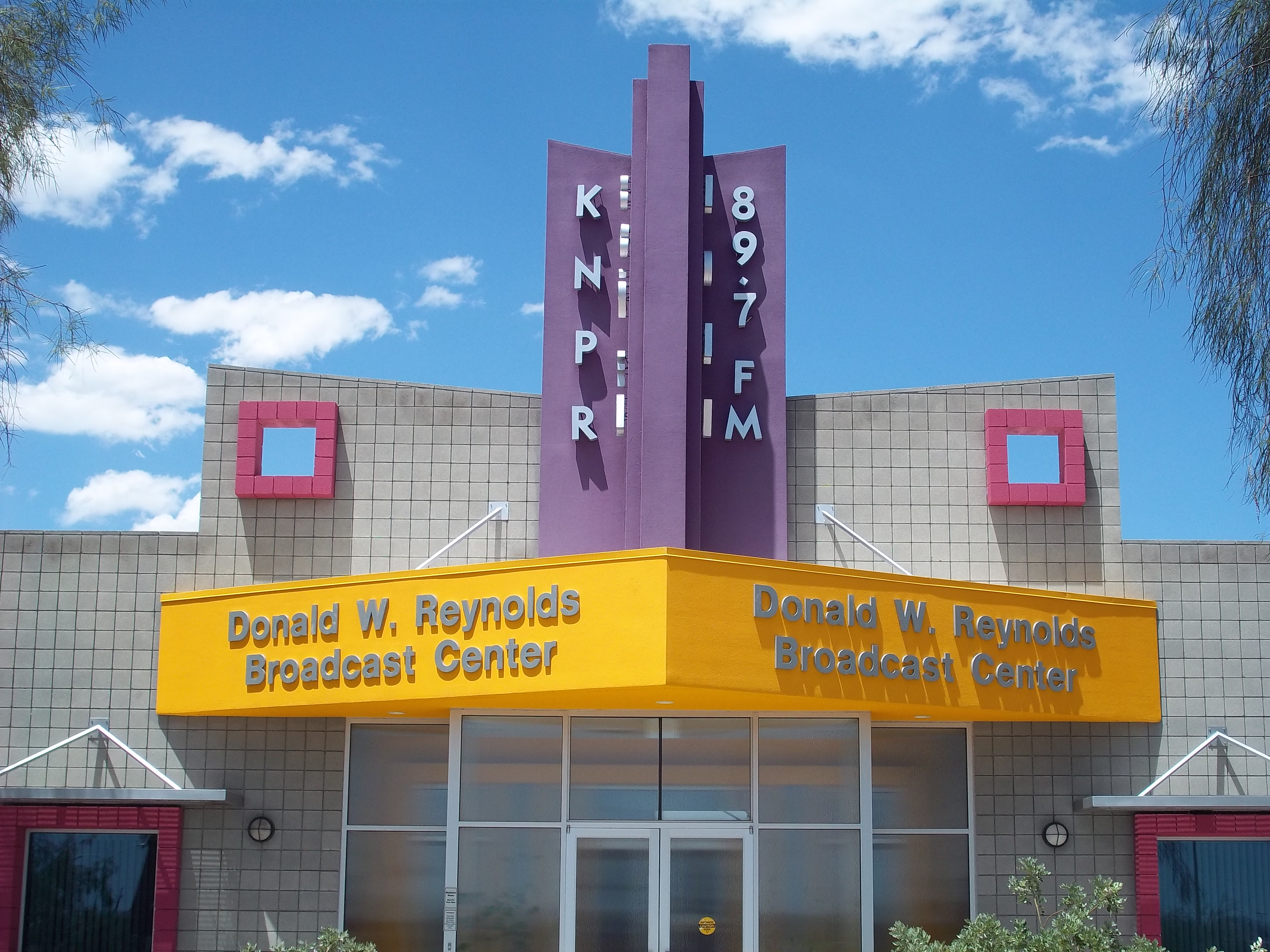
Donald W. Reynolds Broadcast Center, Nevada.

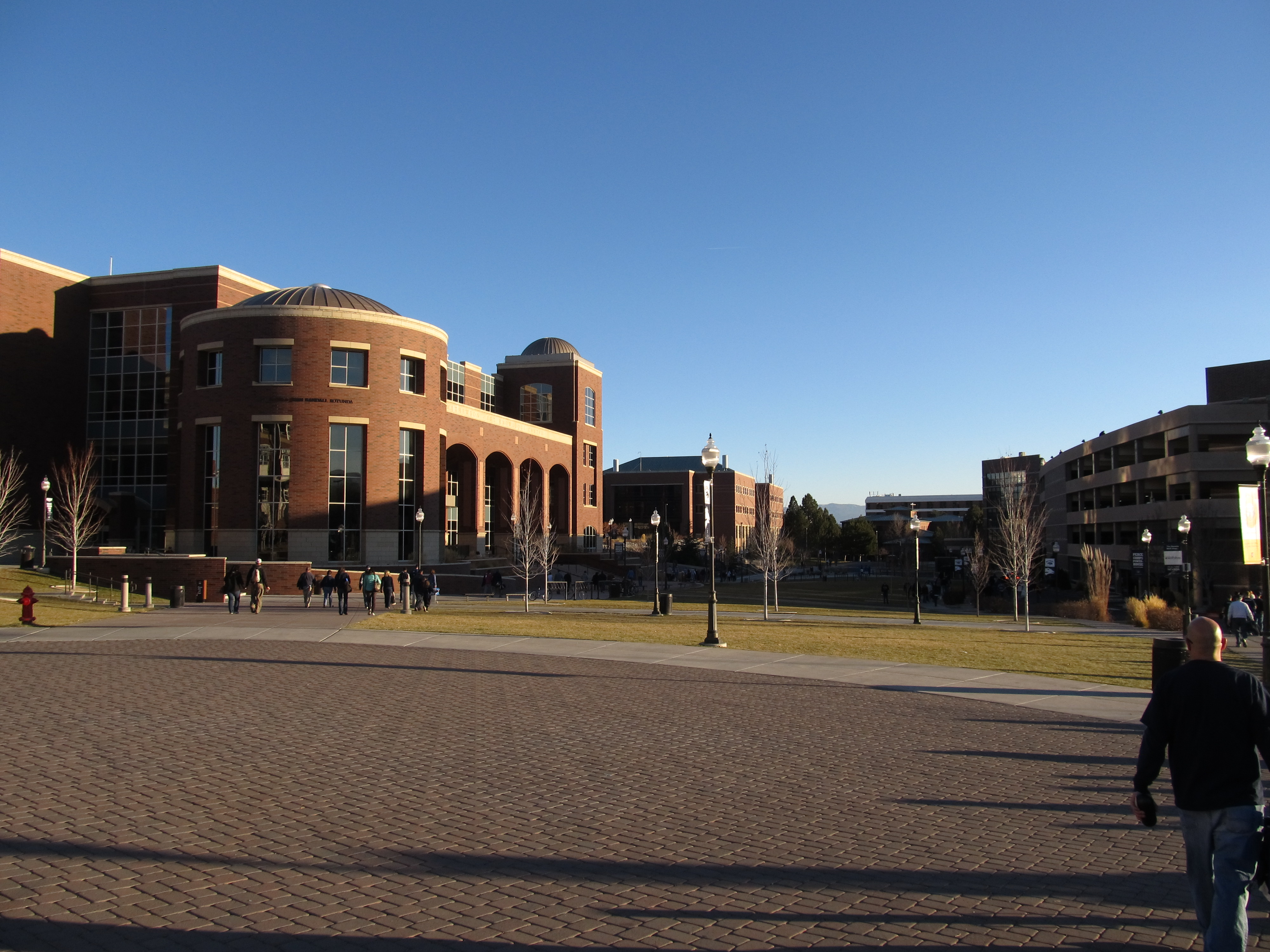
Campus de l'université du Nevada à Reno.

Un certain nombre de bâtiments ont été dénommés en l'honneur et remerciements des donations de Donald W. Reynolds, notamment : 
- le Donald W. Reynolds Razorback Stadium à Fayetteville (Arkansas),
- The Donald W. Reynolds Cancer Support House au Fort Smith, Arkansas[8],
- The Donald W. Reynolds Center for Life Sciences au Hendrix College[9],
- The Reynolds Center at Harding University[10],
- The Donald W. Reynolds Performing Arts Center à l'université d'Oklahoma[11],
- The Donald W. Reynolds Performance Hall à l'université du centre de l'Arkansas,
- The Donald W. Reynolds YMCA in Warren, Arkansas,
- The Donald W. Reynolds Broadcast Center, Nevada,
- The Donald W. Reynolds Alumni Center and the Donald W. Reynolds Journalism Institute au Missouri School of Journalism,
- The Donald W. Reynolds School of Journalism à l'université du Nevada de Reno,
- The Donald W. Reynolds Center (en) à l'université de Tulsa,
- The Donald W. Reynolds Center for Business and Economic Development à l'université de l'Arkansas à Little Rock,
- The Donald W. Reynolds Science Center à l'université d'État Henderson,
- The Donald W. Reynolds School of Architecture à l'université d'État de l'Oklahoma,
- The Donald W. Reynolds Campus and Community Center au Southern Arkansas University à Magnolia, AR,
- The Donald W. Reynolds Center (en) for American Art and Portraiture à Washington,
- The Donald W. Reynolds Emergency Shelter and Recreation building au Northwest Arkansas Children's Shelter
- The Donald W. Reynolds Museum and Education Center au Mount Vernon estate of George Washington en Virginie.
- The Donald W. Reynolds Library in Mountain Home (Arkansas)
- The Donald W. Reynolds Center at Mid-South Community College au West Memphis, AR,
- The Donald W. Reynolds Center for Health Sciences à l'université d'État de l'Arkansas campus à Jonesboro, AR[12].
- The Donald W Reynolds Community Center and Library in Durant, Oklahoma
- Donald W Reynolds Centre communautaire et bibliothèque à Durant (Oklahoma).